# 마리아 몬테소리
마리아 테클라 아르테미시아 몬테소리(이탈리아어: Maria Tecla Artemisia Montessori, 1870년 8월 31일 ~ 1952년 5월 6일)는 이탈리아의 교육학자이자 의사이다. 몬테소리 교육법을 개발하여 전 세계에 널리 보급하였다.

## 경력
로마 대학교 부속병원의 정신과 조수로 있으면서 장애인 및 지적 장애인을 처음 접하고, 장애 어린이에 대해 의학적으로만이 아니라 교육적인 치료의 필요를 절감했다. 1898년 국립 장애인 학교의 책임자가 되었고, 1906년 로마정부로부터 위임받은 로마시 빈민가 출신 3-6세의 어린이 60명을 맡게 되었는데, 여기에서 그의 독창적인 '몬테소리 교육법(The Montessori Method)'을 고안하게 되었다.
그에 의하면 아동은 본래 정신적으로 자기발전의 가능성을 가지고 있으며, 그렇기 때문에 교육은 아동이 자유롭게 자기표현과 자기발전을 하게 하는 것이라고 보았다. 교사는 아동의 활동을 면밀하게 관찰·측정·기록하여, 이를 참고로 아동에게 적당한 지시를 하면 된다고 했다. 먼저 ① 아동의 자기활동을 돕는 정리된 환경을 제공하고, ② 교사는 뒷전에 물러서서 필요할 때만 지시를 해야 한다는 것이다.
또 그는 지적 장애가 있는 어린이에게 놀이감을 주자 훌륭한 학습을 하는 것을 보고, 이를 장애가 없는 어린이에게도 적용시키려 했고, 색채감각의 자극과 대소(大小)·장단(長短)의 지각을 위해서 여러 가지 크기의 나무조각·구슬 등의 놀이감을 이용하였다. 그는 ① '놀이감'을 이용, 아동의 감각을 발달시켜 자발적 흥미를 불러 일으키는 학습을 시키며, ② 활발한 자기활동으로서 자기교정·훈련이 돼 나아감을 보았다.
그가 지적장애가 있는 어린이로부터 장애가 없는 어린이에까지 교육방법을 적용시킨 '감각훈련 놀이감(creative materials)'을 발견한 것은 프리드리히 프뢰벨(F. Froebel)의 '가베(GABE)'을 능가하는 수확이라 하겠다.

## 주요 저서
- Il segreto dell'infanzia→어린이의 비밀, (1936년).
- La mente del bambino→어린이의 정신. Mente assorbente(1949년).